# Vippvallmo
Vippvallmo (Macleaya cordata) är en vallmoväxtart som först beskrevs av Carl Ludwig von Willdenow, och fick sitt nu gällande namn av Robert Brown. Enligt Catalogue of Life ingår Vippvallmo i släktet vippvallmor och familjen vallmoväxter, men enligt Dyntaxa är tillhörigheten istället släktet vippvallmor och familjen vallmoväxter. Det är osäkert om arten förekommer i Sverige. Inga underarter finns listade i Catalogue of Life.
Växten är en ståtlig två meter hög perenn med stora parflikade blad och en mångd små gulvita blommor. Den har varit populär som trädgårdsväxt.

## Bildgalleri

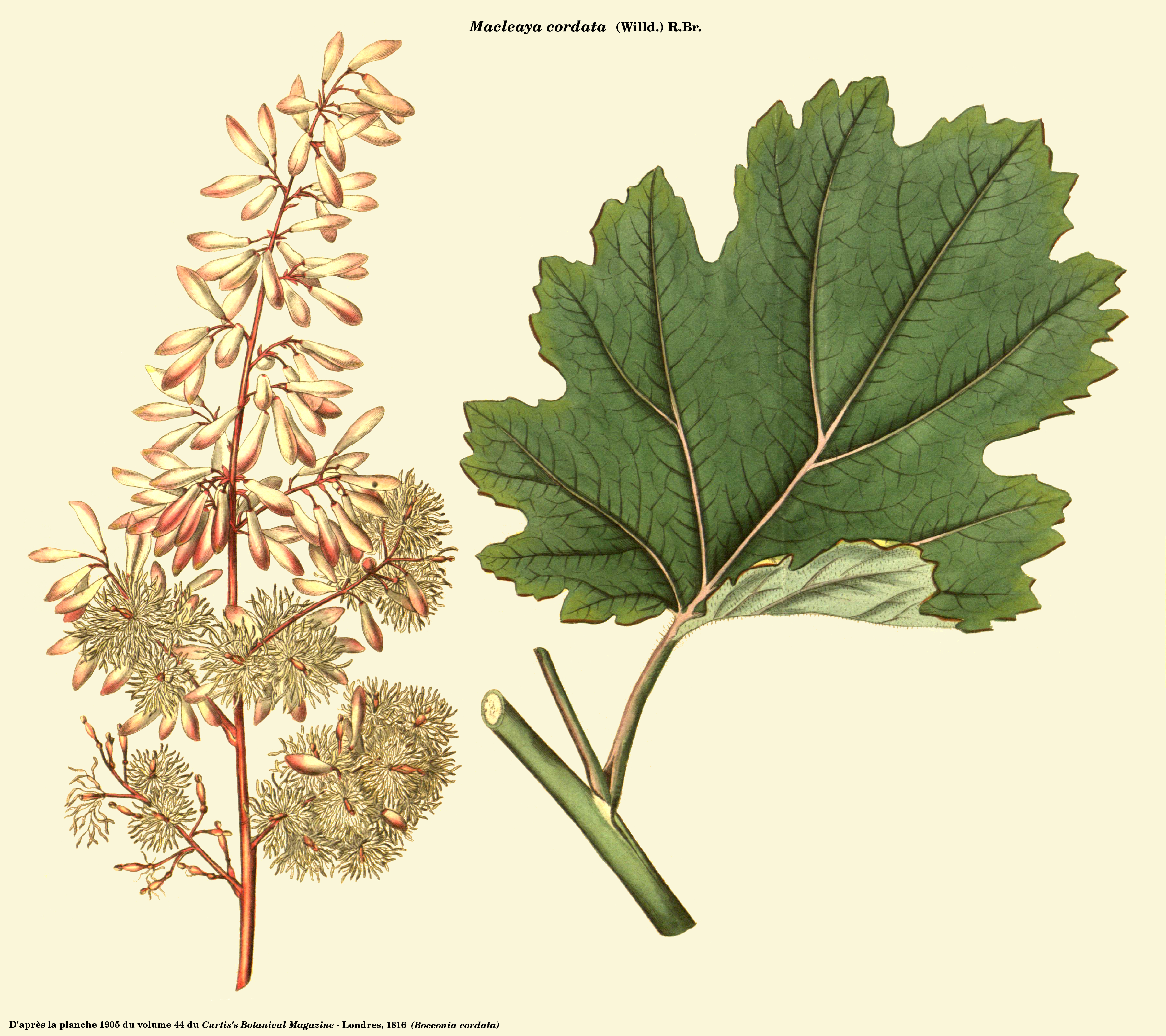
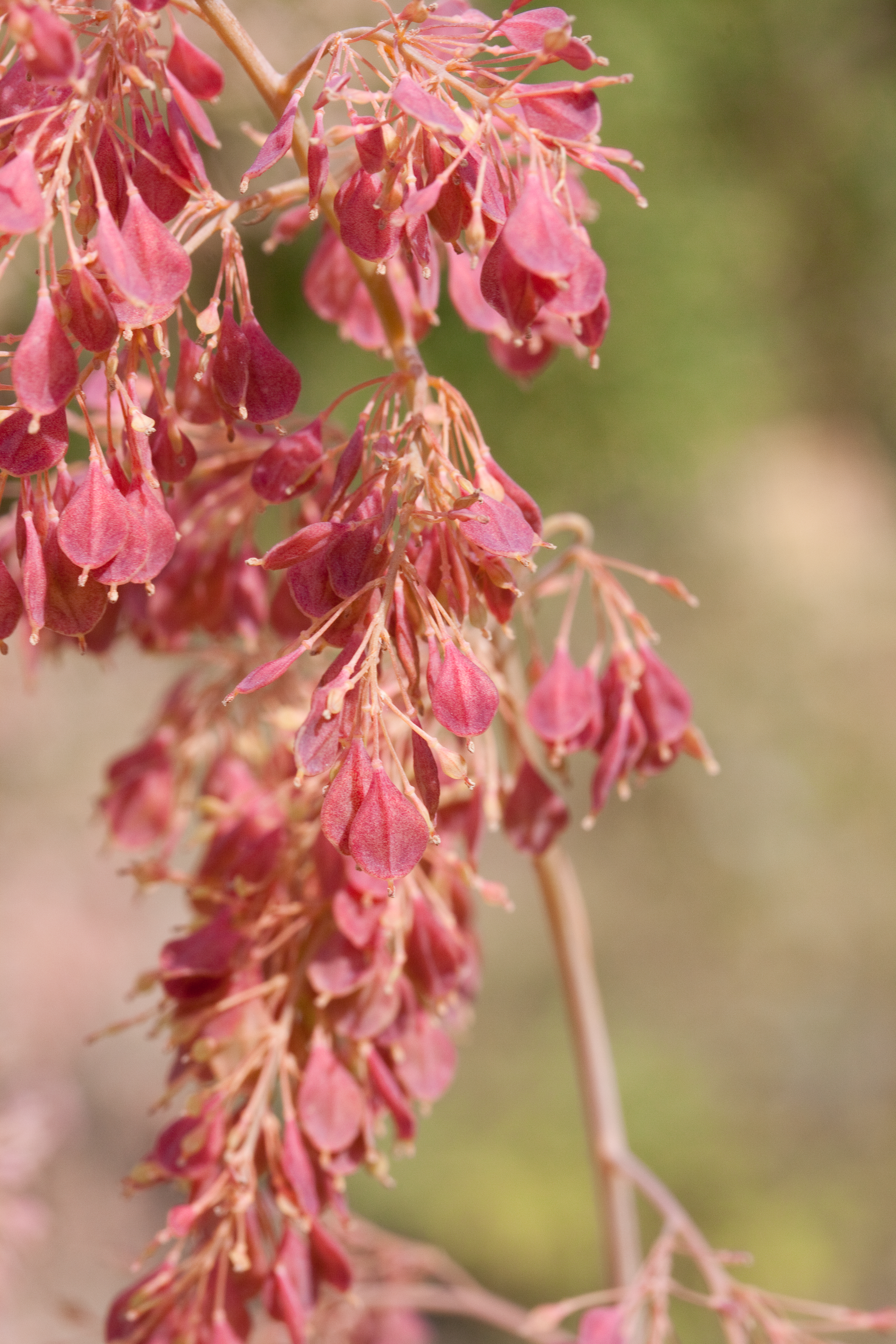
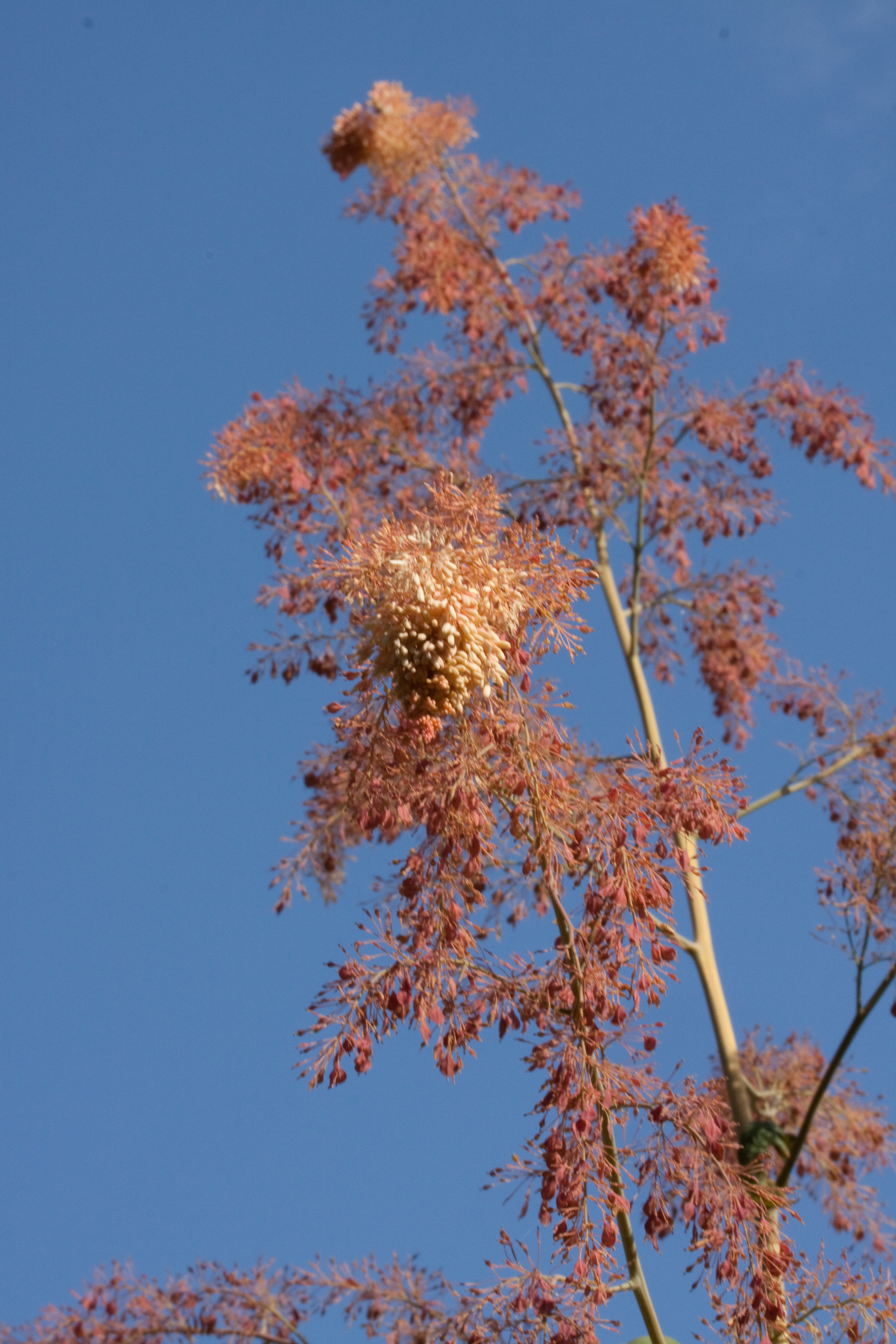
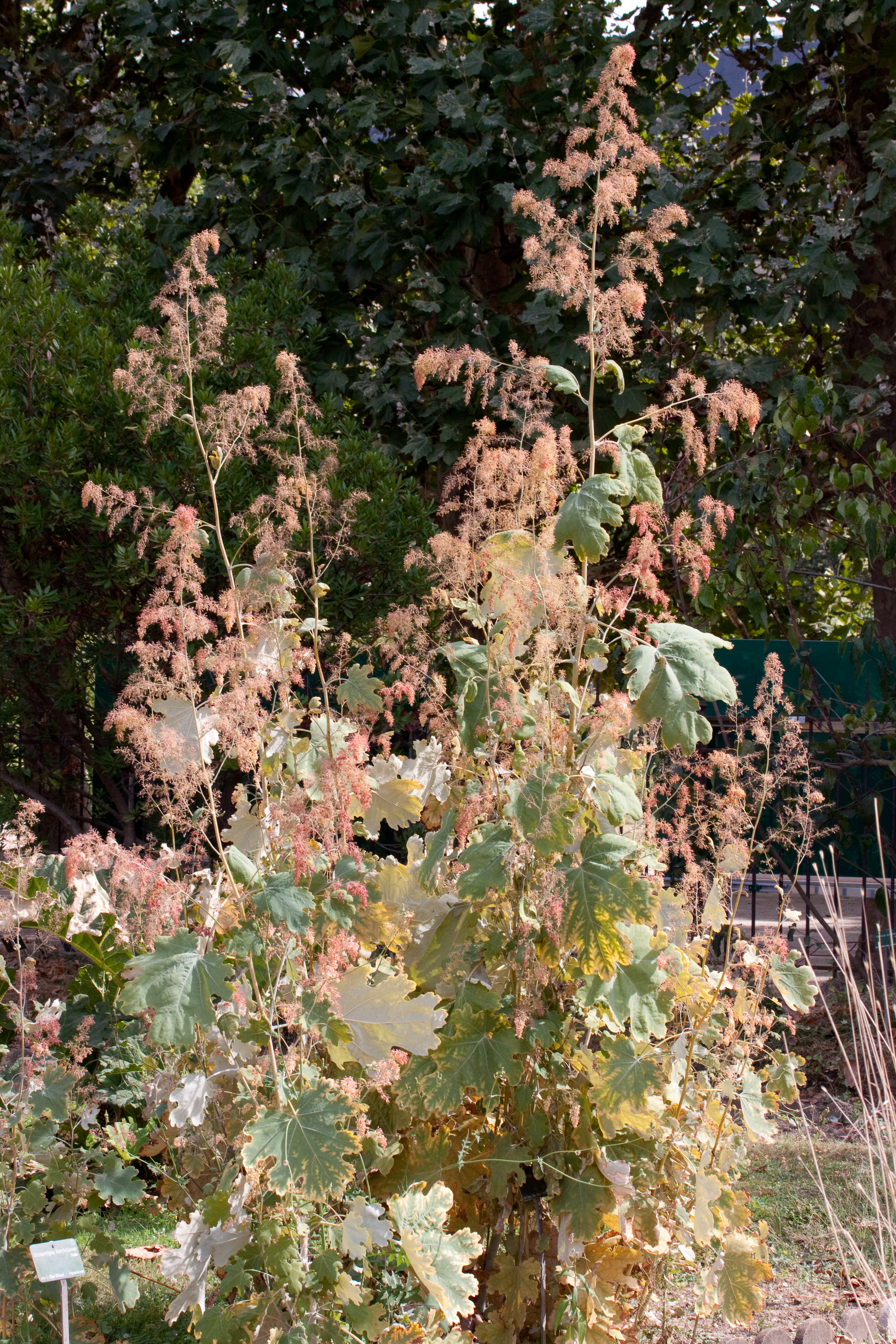
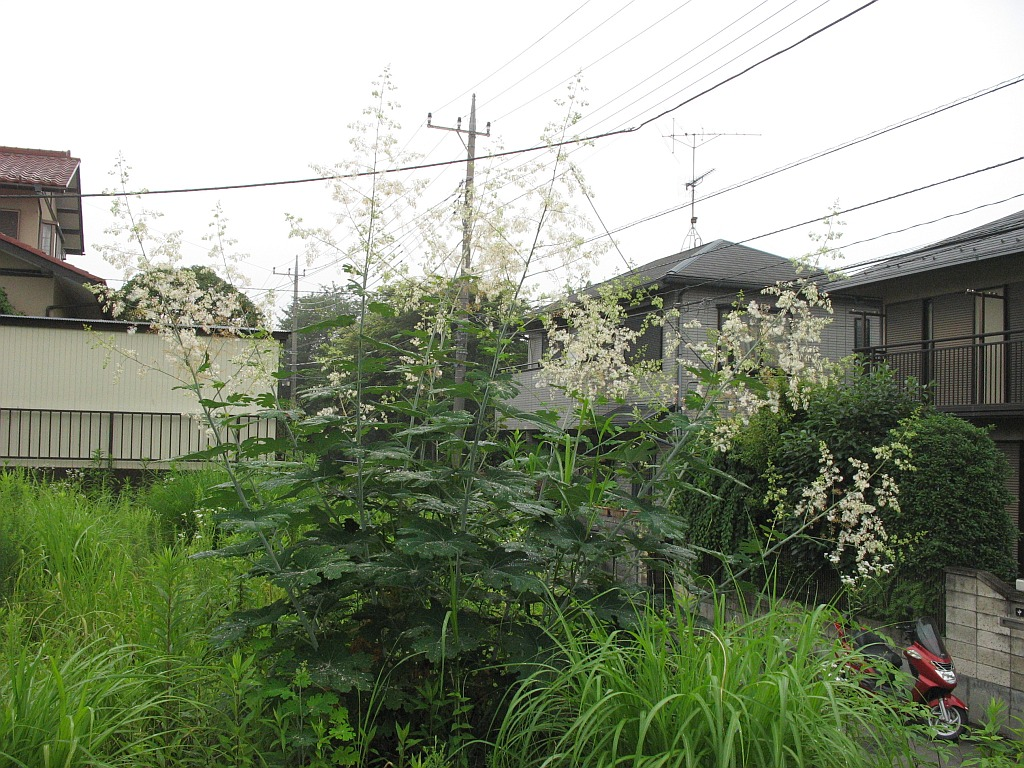
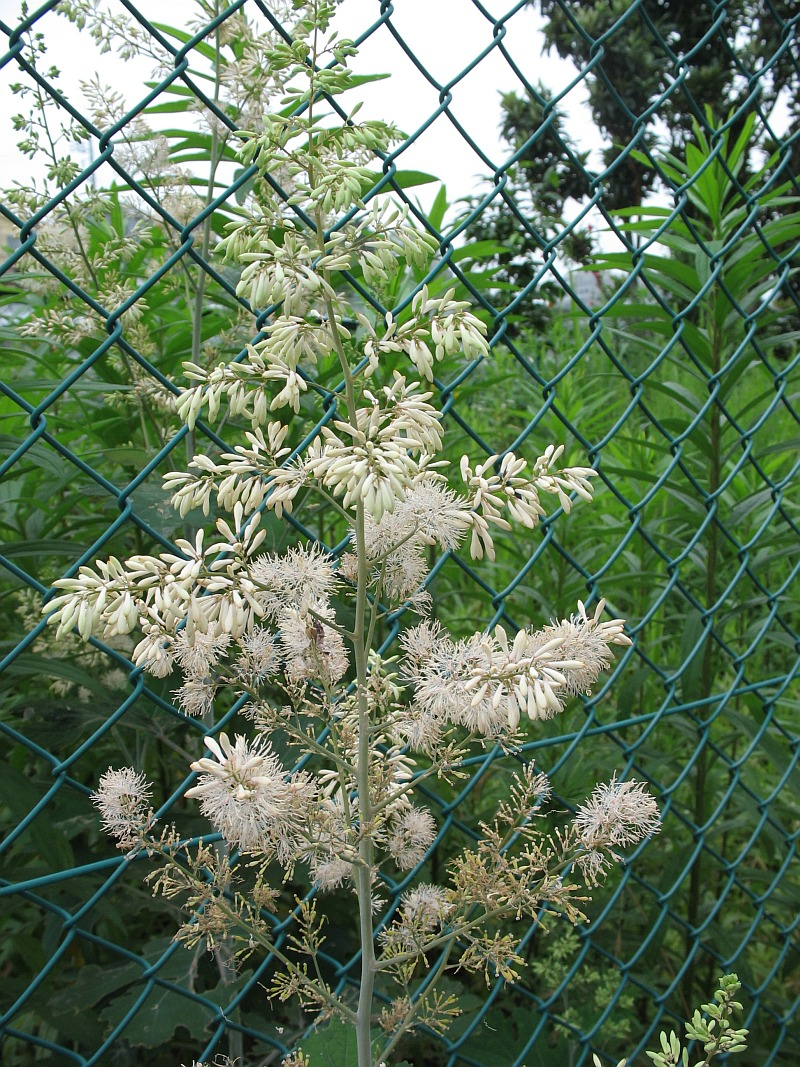